# 1-е Горьковское танковое училище
1-е Горьковское танковое училище — военное учебное заведение, готовившее командный (начальствующий) состав и техников механизированных, автобронетанковых, бронетанковых и механизированных войск ВС Союза ССР, в 1939—1945 годах.

## История

### Формирование
Формировалось как Борисовское автомобильное училище в декабре 1939 года в 8 км западнее Ново-Борисова в военном городке «Печи» на базе 43-й автотранспортной бригады. Содержалось по штату № 17/938.
На основании указаний ВС ЗапОВО от 10 августа 1940 г. училище переместилось в военный городок Лядище (бывший 27-й лтбр). Батальонами бригады в 1940 г. командовали: майор Леонид Федорович Ремизович (4-й батальон) и майор Виктор Васильевич Лебедев (2-й батальон).
Весной 1941 года выделило часть командного состава на формирование механизированных корпусов Западный Особый военный округ.
Согласно директиве Генерального штаба № 638/орг от 3 июля 1941 г. эвакуировано в город Горький (Московский военный округ). Стало называться 1-м Горьковским автомотоциклетным училищем.
Приказом НКО № 0504 от 20.06.1942 года переведено на штат № 017/302 и переименовано в 1-е Горьковское танковое училище.
Учебный процесс начался 1 ноября. Распорядок дня был очень жесткий. Подъем в 6.00, физзарядка с километровым кроссом в течение часа. В зависимости от температуры воздуха занимались с открытым торсом, в рубашке или в гимнастерке. В столовую шли строевым шагом с песней по большому кругу.
Плановые занятия — десять часов и два часа самоподготовки. Кроме спецзанятий в течение недели два часа строевой и три часа физической подготовки. Перемещения во время занятий только бегом.
Руководил училищем, полковник А. П. Николаев. За умелое руководство училищем награждён правительственной наградой. Из наградного листа:

 Руководя училищем, полковник А. П. Николаев проделал большую работу по организации боевой подготовки курсантов в сокращенные сроки обучения и успешно справился с мероприятиями перевода училища с автомобильного профиля подготовки на танковый. За короткий срок училище с поставленными на него задачами справилось полностью и дало Красной Армии вполне подготовленных командиров-танкистов.— 

### Расформирование
В июле 1946 года училище было расформировано.

## Командование училища
Начальники училища
- 20.07.1940 - 1944	Николаев, Алексей Павлович, полковник, с 15.12.1943 генерал-майор танковых войск[3].
- 21.02.1944 - 07.07.1945 Бурдов, Денис Максимович, генерал-майор танковых войск[4].

 Заместители начальника училища 
- на 1943	Селявкин, Алексей Илларионович, полковник
- 00.11.1943 - 00.08.1944 Лавизин, Михаил Иванович, подполковник

 Военные комиссары, заместители по политической части 
- до весны 1941	Костылёв, Александр Михайлович, полковой комиссар
- 17.11.41 Петренко, Михаил Семёнович, дивизионный комиссар
- на 1943 Левицкий, Алексей Михайлович, майор

 Начальники учебного отдела 
- до весны 1941	Кривоконев, Афанасий Яковлевич, военинженер 1-го ранга[5]..
- 07.1942-09.1943 Томпофольский, Вячеслав Саввович, подполковник

## Известные выпускники
.